# Anduranță
Anduranța este capacitatea de a menține un anumit nivel de intensitate necesar în timp.
Din punct de vedere științific, anduranța este definită ca o capacitate de a menține un efort de o anumită intensitate relativă pentru o perioadă lungă de timp, adică o putere mecanică practic constantă. Poate fi cuantificată printr-o rată de scădere a intensității relative a exercițiului în timp. Termenul anduranță este deseori folosit în contextul exercițiilor aerobice sau anaerobice. Definirea „perioadei lungi de timp” variază în funcție de tipul exercițiului: minute pentru exercițiu anaerobic de mare intensitate, respectiv ore sau zile pentru exercițiu aerobic de intensitate mică. În limbile engleză și franceză, anduranța repreziuntă capacitatea de a rezista la oboseală, la suferință, la tot ce este dezagreabil (foame, frig, stress fizic sau emoțional prin jigniri etc).

## Filosofie
Pentru Socrate, anduranța era una dintre cele trei virtuți majore.

## Sport

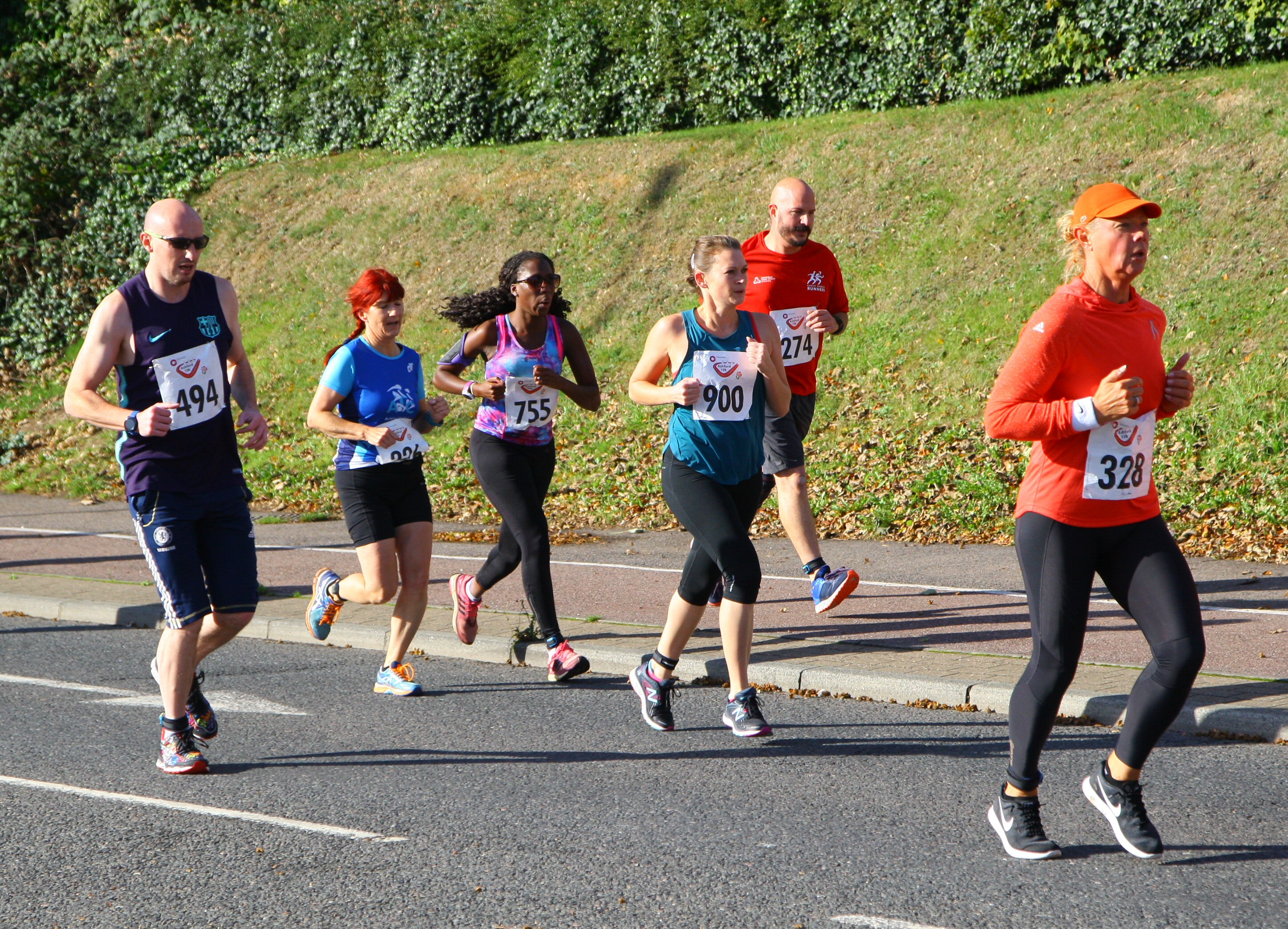
Cursă de anduranță

În sport, și în general pentru eforturile fizice, anduranța fizică implică următorii factori:
- anduranța cardiovasculară și respiratorie: inima și respirația trebuie să asigure un aport suficient de oxigen pentru a menține intensitatea dorită a efortului;
- anduranța musculară: munca prelungită implică în special fibre musculare de tip 1;

- voința, rezistența psihică la oboseală.

Există, de asemenea, probe de anduranță în mai multe discipline sportive:

### Atletism
În atletism, anduranța se referă la alergări de fond (5.000 de metri, 10.000 de metri, Maraton) sau chiar de semifond (800 de metri și 1.500 de metri).

### Sport mecanic
În automobilism sau motociclism, anduranța este o formă de competiție destinată testării regularității vehiculelor într-un timp sau / și o distanță dată. Proba de anduranță cea mai cunoscută este Cursa de 24 de ore de la Le Mans.